# (5415) Lyanzuridi
(5415) Lyanzuridi (1978 TB2) – planetoida z pasa głównego asteroid okrążająca Słońce w ciągu 3,43 lat w średniej odległości 2,27 j.a. Odkryta 3 października 1978 roku.